# Réjane

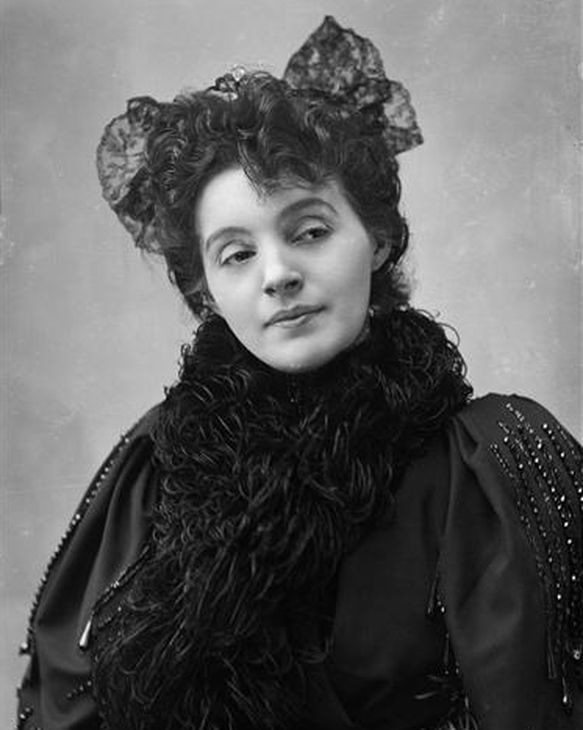
Réjane, omstreeks 1900

Réjane (echte naam: Gabrielle-Charlotte Réju, Parijs, 6 juni 1856 - aldaar, 14 juni 1920) was een Franse actrice. Ze speelde zowel komische rollen in het vaudevilletheater als dramatische rollen in naturalistische stukken, en was naast Sarah Bernhardt een van de beroemdste Franse actrices van de belle époque.

## Levensloop
Ze werd geboren als Gabrielle Charlotte Réju in de Parijse volkswijk Porte-Saint-Martin. Haar vader was een voormalig acteur die met een theatertroep het land had afgereisd. Hij was bij haar geboorte kaartjescontroleur in het Théâtre L'Ambigu en haar moeder was er caissière. Ze verloor al vroeg haar vader (1862). Op vijftienjarige leeftijd schreef ze zich in op het Conservatoire national waar ze les kreeg van François-Joseph Regnier van de Comédie-Française. Ze viel hier op door haar charme en haar volkse accent. Met een tweede plaats voor vertolking verliet ze in 1874 het conservatorium. Er volgden enkele onzekere jaren tot ze in 1878 werd aangenomen door het Théâtre du Vaudeville. Ze nam toen de toneelnaam Réjane aan. Ze speelde niet alleen komische rollen in het vaudevilletheater, maar ook rollen in stukken van Sardou, Daudet, Bernstein en Bataille. Criticus Jules Amédée Barbey d'Aurevilly noemde haar de grote actrice van een nieuw tijdperk. Een tournee door de Verenigde Staten in 1895 betekende haar internationale doorbraak. Vanaf de eeuwwisseling speelde ze ook regelmatig in films. Zowel in 1900 als in 1911 speelde ze de titelrol in Madame Sans-Gêne, die ze ook al met succes op de planken had vertolkt. In 1906 kocht Réjane het Nouveau-Théâtre van Aurélien Lugné-Poë en doopte het om in Théâtre Réjane. Daar vond in 1911 de Franse première van L'Oiseau bleu (De blauwe vogel) van Maurice Maeterlinck plaats. Ze leidde dit theater tot 1918; later werd dit het Théâtre de Paris.
Réjane was een van de eerste bekende personen die zich uitsprak voor de verdediging in de Dreyfusaffaire.
In 1893 huwde Réjane met Paul Porel, ex-acteur en achtereenvolgens directeur van de theaters Odéon, Théâtre du Vaudeville en Théâtre du Gymnase. Het echtpaar kreeg twee kinderen alvorens te scheiden in 1905. Réjane en haar zoon Jacques waren goed bevriend met schrijver Marcel Proust. De gezondheid van de actrice ging achteruit en in 1920 overleed ze aan een hartaanval. Proust was aanwezig aan haar doodsbed.

## Werk
Réjane was een veelzijdige actrice die speelde in populaire stukken maar ook in het avant-gardetheater. Drie iconische rollen kunnen geciteerd worden:
- Germinie Lacerteux in het gelijknamige toneelstuk (1888) van de Edmond en Jules de Goncourt;
- Nora Helmer in Maison de poupée (Een poppenhuis, 1894) van Henrik Ibsen;
- Madame Sans-Gêne van Victorien Sardou en Émile Moreau.